# Венцковиці (Великопольське воєводство)
Венцковиці (пол. Więckowice, нім. Fischweiler) — село в Польщі, у гміні Допево Познанського повіту Великопольського воєводства.
Населення — 910 осіб (2011).
У 1975-1998 роках село належало до Познанського воєводства.

## Демографія
Демографічна структура станом на 31 березня 2011 року:
|          | Загалом | Допрацездатний вік | Працездатний вік | Постпрацездатний вік |
| -------- | ------- | ------------------ | ---------------- | -------------------- |
| Чоловіки | 446     | 117                | 294              | 35                   |
| Жінки    | 464     | 99                 | 297              | 68                   |
| Разом    | 910     | 216                | 591              | 103                  |